# Molly Moon i l'increïble llibre de l'hipnotisme
Molly Moon i l'increïble llibre de l'hipnotisme (originalment en anglès, Molly Moon and the Incredible Book of Hypnotism) és una pel·lícula de fantasia britànica del 2015 dirigida per Christopher N. Rowley i protagonitzada per Dominic Monaghan, Lesley Manville, Emily Watson, Joan Collins i Raffey Cassidy. Està basat en la novel·la de 2002 Molly Moon's Incredible Book of Hypnotism de Georgia Byng. S'ha doblat al valencià per a À Punt.
== Sinopsi == 
Molly Moon (Raffey Cassidy) viu en un orfenat amb el seu millor amic Rocky (Jadon Carnelly-Morris) i el seu gos carlí, Petula. Després de descobrir un llibre sobre hipnotisme i aprendre a hipnotitzar, fa servir els seus poders per escapar a Londres i protagonitzar una obra de teatre al West End. Finalment, s'adona que ser una estrella no és el que vol, i torna a l'orfenat.

## Repartiment
- Raffey Cassidy com a Molly Moon
- Dominic Monaghan com a Nockman
- Lesley Manville com a Miss Adderstone
- Emily Watson com a Miss Trinklebury
- Celia Imrie com a Edna, la cuinera
- Anne-Marie Duff com a Lucy Logan, la bibliotecària
- Ben Miller com el senyor Alabaster
- Sadie Frost com la senyora Alabaster
- Omid Djalili com a Barry Rix
- Gary Kemp com Cregg
- Tom Wisdom com a Charlie Cooper
- Fern Deacon com a Hazel
- Jadon Carnelly-Morris com a Rocky
- Tallulah Evans com a Davina Nuttel
- Joan Collins com la mare de Nockman, Tracey